# 安田村 (島根県美濃郡)
安田村（やすだむら）は、島根県美濃郡にあった村。現在の益田市の一部にあたる。

## 地理
北は日本海に面していた。
- 河川：津田川、遠田川[1]

## 歴史
- 1889年（明治22年）4月1日、町村制の施行により、美濃郡津田村、遠田村が合併して村制施行し、安田村が発足[1][2]。
- 1893年（明治26年）- 牛馬市開設[1]。
- 1902年（明治35年）- 遠田浦漁業組合設立[1]。
- 1903年（明治36年）- 津田浦漁業組合設立[1]。
- 1906年（明治39年）- 津田郵便局開設[1]。
- 1952年（昭和27年）8月1日 - 美濃郡益田町、北仙道村、豊川村、豊田村、高城村、小野村、中西村と合併し市制施行して益田市を新設して廃止された。

## 産業
農業、漁業。畳表。

## 交通

### 鉄道
- 1923年（大正12年）- 国有鉄道山陰本線 石見津田駅開設[1]

## 教育
- 1908年（昭和41年）- 安田図書館開設[1]。
- 1947年（昭和22年）- 安田中学校開校[1]。安田公民館開設[1]。